# Си Ен Ейч Глобал
Си Ен Ейч Глобал (съкратено от Кейс-Ню Холанд) е холандска машиностроителна компания, вторият най-голям производител в света на селскостопанска техника и третият най-голям производител на строителна техника в света. Главната квартира на компанията се намира в Амстердам, Холандия. Компанията е 90% собственост на FIAT Group.
„Си Ен Ейч“ е основен конкурент на американската компания Deere & Company при машините ориентирани към селското стопанство и дърводобива. В машините за пътно строителство и строителна механизация е на трето място след Катерпилар (№1) и Комацу Лимитид (№2).
Си Ен Ейч притежава 37 завода в 16 страни, включително по два в Китай и Индия, един в Узбекистан, и 12 в САЩ. Има 26 центъра за разработка и проучване (R&D) в 12 страни.

## История
Компаниите влизащи в състава на „Си Ен Ейч Глобал“ (FIAT, CASE и New Holland) имат над 170 години традиции в машиностроенето.

### Fiat-Case-New Holland – история
- 1842: Джером Инкрийс Кейс основава фирмата „Case“ в Рейсин, щат Уисконсин, САЩ, произвеждайки комбайни. По-късно компанията става световноизвестна, като първият производител на парни двигатели за земеделски цели и се превръща в най-голямата компания за производство на парни двигатели.
- 1895: „New Holland Machine Company“ е основана в щат Пенсилвания, като производител на селскостопански сечива и машини.

- 1910: Верхойзен Леон Клейс, основава своя фабрика в град Зеделгем, Белгия, за производство на комбайни.
- 1912: „Case“ се утвърждава като производител на пътно-строителна техника, парни валяци и пътни грейдери.
- 1919: Произведен е първият, изцяло проектиран от италианската компания FIAT трактор, модел „702“.

## Дъщерни компании
- CNH Capital America LLC
- New Holland North America